# Laura Rozalén
Laura Rozalén (Valencia, 11 de julio de 1994) es una actriz, bailarina y modelo española, más conocida por interpretar el papel de Elvira Valverde en la telenovela Acacias 38.

## Biografía
Laura Rozalén nació el 11 de julio de 1994 en Valencia (España), desde temprana edad mostró inclinación por la actuación y la danza.

## Carrera
Laura Rozalén comenzó sus estudios de teatro en la escuela de Valencia compaginándolos con sus estudios de relaciones públicas. En 2014 se traslada a Madrid donde continúa su formación como actriz en escuelas como Cristina Rota y Corazza. En 2013 actuó en el cortometraje El hogar rojo dirigido por Mar Babuglia.
Su primera aparición en televisión fue en 2014 en la serie de TVE Isabel, donde interpretaba a una dama de Juana la Loca. En el mismo año interpretó el papel de Elena Sanders en el cortometraje The Solitude escrito y dirigido por Roberto Bueno.
En 2015 se licenció en publicidad y relaciones públicas por la Universidad CEU Cardenal Herrera. En el mismo año protagonizó el cortometraje Café Negro dirigido por Héctor Herce. En 2016 protagonizó las películas Ergo dirigida por Hernán Pérez y The Solitude dirigida por Roberto B. Juristo (interpretando a Elena Sanders). En el mismo año protagonizó la miniserie Esclavas.
De 2016 a 2018 fue elegida por TVE para protagonizar la telenovela emitida en La 1 Acacias 38 el papel de Elvira Valverde, la hija del coronel Arturo Valverde, interpretado por Manuel Regueiro y donde enamoró al mayordomo Simón Gayarre, interpretado por Jordi Coll.
En 2018, después de terminar su actuación en Acacias 38, se mudó a Nueva York para continuar su educación en Susan Batson Studio. Posteriormente, tras su regreso a Madrid se incorpora al teatro de comedia Escoria escrita y dirigida por Juan Frendsa. Al mismo tiempo, siguió trabajando con algunos profesionales como Fernando Soto, Alberto Velasco y Fernando Franco García. Ese mismo año también se incorporó al elenco de la obra de teatro Barcelona 92 escrita y dirigida por Emmanuel Medina, con la que, además de Madrid, actuó en ciudades como Cáceres y Valencia.
En 2019 protagonizó el cortometraje Bares, Todo a medias escrito y dirigido por Carlos Mures. En el mismo año participó en el video musical I'm not human at all de Ivan Sokolov. También en 2019 interpretó el papel de Elena Sanders en el cortometraje The Solitude: The Broken Memories dirigido por Roberto B. Juristo.
En 2020 protagonizó el corto Cassette dirigido por Javier de Juan. Ese mismo año interpretó el papel de Laura en el cortometraje Romance dirigido por Álvaro de Miguel y producido por Malaeva Creación Escénica.
En el 2020 interpretó el papel de Carla en la serie Servir y proteger. Al año siguiente, en 2021, escribe y actúa en la obra Por favor, no me plantes dirigida por Emmanuel Medina y producida por Malaeva Creación Escénica para Microteatro Por Dinero. En el mismo año protagonizó el cortometraje Ocaso dirigido por Sara Santacruz. También en 2021 protagonizó la serie PornoXplotación y participó en el videoclip El día menos pensado de Beret.
En el 2022 protagonizó el fashion film Lugares a los que nunca hemos ido dirigido por Roberto Pérez Toledo. En el mismo año protagonizó el cortometraje Flores para Concha dirigido por Mabel Lozano. También en 2022 protagonizó la serie Hasta el cielo y en Red Flags.

## Filmografía

### Cine
| Año  | Título                            | Director             |
| ---- | --------------------------------- | -------------------- |
| 2016 | Ergo                              | Hernán Pérez         |
| 2016 | The Solitude                      | Roberto B. Juristo   |
| 2022 | Lugares a los que nunca hemos ido | Roberto Pérez Toledo |

### Televisión
| Año       | Título            | Rol             | Notas         |
| --------- | ----------------- | --------------- | ------------- |
| 2014      | Isabel            |                 | 1 episodio    |
| 2016      | Esclavas          |                 | 1 episodio    |
| 2016-2018 | Acacias 38        | Elvira Valverde | 180 episodios |
| 2020      | Servir y proteger | Carla           | 7 episodios   |
| 2021      | PornoXplotación   |                 |               |
| 2022      | Hasta el cielo    |                 |               |
| 2022      | Red Flags         | 8 episodios     |               |
| 2024      | 4 estrellas       | Zoe             | 2 episodios   |

### Cortometrajes
| Año  | Título                            | Personaje     | Director           |
| ---- | --------------------------------- | ------------- | ------------------ |
| 2013 | El hogar rojo                     |               | Mar Babuglia       |
| 2014 | The Solitude                      | Elena Sanders | Roberto Bueno      |
| 2015 | Café Negro                        |               | Hector Herce       |
| 2019 | Bares, Todo a medias              | Carlos Mures  |                    |
| 2019 | The Solitude: The Broken Memories | Elena Sanders | Roberto B. Juristo |
| 2020 | Cassette                          |               | Javier de Juan     |
| 2020 | Romance                           | Laura         | Álvaro de Miguel   |
| 2021 | Ocaso                             |               | Sara Santacruz     |
| 2022 | Flores para Concha                | Mabel Lozano  |                    |

### Video musical
| Año  | Título               | Autor        |
| ---- | -------------------- | ------------ |
| 2019 | I'm not human at all | Ivan Sokolov |
| 2021 | El día menos pensado | Beret        |

## Teatro
| Año       | Título                   | Escritor      | Director        | Notas                                   |
| --------- | ------------------------ | ------------- | --------------- | --------------------------------------- |
| 2018      | Escoria                  | Juan Frendsa  | Juan Frendsa    |                                         |
| 2018-2019 | Barcelona 92             |               | Emmanuel Medina | Producida por Malaeva Creación Escénica |
| 2021      | Por favor, no me plantes | Laura Rozalén | Emmanuel Medina | Producida por Malaeva Creación Escénica |